# 短齒牛毛蘚
短齒牛毛蘚（学名：Ditrichum brevidens）为牛毛蘚科牛毛藓属下的一个种。